# La Encarnación
La Encarnación (uit het Spaans: "De incarnatie") is een gemeente (gemeentecode 1406) in het departement Ocotepeque in Honduras.
De eerste bewoners kwamen uit Guatemala en El Salvador. Zij werden aangetrokken door de vruchtbare grond in het gebied. Zij stichtten hier een dorp, dat ze El Playón noemden. In 1859 werd de eerste kerk gebouwd. In 1878 werden de omliggende ejido's bij het dorp gevoegd.
Het dorp hoorde bij de gemeente San Jorge tot het in 1889 een zelfstandige gemeente werd. Op dat moment werd de naam veranderd in La Encarnación.
Het dorp ligt op de hellingen van de Cordillera El Merendón. Door het dorp loopt de rivier El Playón.

## Bevolking
De bevolking is als volgt verdeeld:
| Vrouwen | 2605 | 49,8% |
| Mannen  | 2627 | 50,2% |

## Dorpen
De gemeente bestaat uit zes dorpen (aldea), waarvan het grootste qua inwoneraantal: La Encarnación (code 140601).